# Askaouen
Askaouen (en àrab أسكاون, Askāwn; en amazic ⴰⵙⴽⴰⵡⵏ) és una comuna rural de la província de Taroudant, a la regió de Souss-Massa, al Marroc. Segons el cens de 2014 tenia una població total de 7.458 persones.